# 弗勒特烏齊諾伊鄉
47°57′N 25°51′E / 47.950°N 25.850°E
弗勒特烏齊諾伊鄉（羅馬尼亞語：Comuna Frătăuții Noi, Suceava），是羅馬尼亞的鄉份，位於該國東北部，由蘇恰瓦縣負責管轄，面積55平方公里，海拔高度408米，2007年人口5,731，人口密度每平方公里105人。